# 黑拇指山
68°25′S 66°53′W / 68.417°S 66.883°W
黑拇指山（英語：Black Thumb）是南極洲的山峰，座標68°25′S 66°53′W，位於葛拉漢地的法利埃海岸，海拔高度1,190米（3,900英尺），處於羅穆盧斯冰川和伯特蘭山麓冰川，由英國探險隊繪入地圖和命名。